# アリエージュ・ポインター
アリエージュ・ポインター（英：Ariege Pointer）は、フランスのアリエージュ県原産のポインター犬種のひとつである。別名はブラク・デュ・ラリエージュ（英：Braque d'Ariege）、ブラク・デュ・アリエージュ（英Braque de Ariege）、ブラク・デュ・トゥルーズ（英：Braque de Toulouse）。
名前はよく似るが、同国同県原産のセントハウンド犬種であるアリエージョワは全く別の犬種である。

## 歴史
本種の先祖はガスコーニュ・ポインターとピレニアン・ポインターと同じポインター犬種で、スパニッシュ・ポインター、ブラッコ・イタリアーノ、などの血を引く重量のあったポインター犬種である。これを軽量化して能力を高める目的でシャルルX・ポインターの血をあとから入れて19世紀に作出された（ガスコーニュとピレニアンは作出初期からシャルルXの血を引いている）。20世紀に入ると狩猟スタイルの変化により本種を更に俊足にする必要が高まり、サン・ジェルマン・ポインターやフレンチ・ポインターなどの血が導入され、スタミナを落とさずスピードを上げ、今日の姿となった。
主に荒地でポインターとして使われる。嗅覚で鳥を捜索し、発見するとポインティングを行って主人に鳥の居場所を知らせた。これを元に猟銃で獲物が撃ち落され、落ちてきたものを回収して主人の元に運ぶことも大切な仕事のひとつである。
20世紀に既出のとおり狩猟スタイルの変化により一度絶滅の危機に陥ったが、1990年に犬種クラブが設立され、保護の強化と改良が行われた結果絶滅の危機を免れた。
現在も現役の実猟犬として飼育されることが多く、ペットやショードッグとして飼育されることは稀である。わずかな個体がアメリカや隣国に輸出されていて、そこではブリーディングも行われている。しかし、現在も大半はアリエージュ県で飼育されていて、そこ以外ではかなり珍しい存在となっている。

## 特徴
スリムで引き締まった体を持ち、脚が長く走るのが速い。胴も長めだがサイトハウンドのようにくびれていて、胸は深い。マズルは短めで、上唇にはたるみがある。このたるみは獲物を回収するとき、傷をつけないようにしっかりと咥えるために発達したものである。耳は垂れ耳、尾は飾り毛のない先細りの垂れ尾だが、半分程度の長さに断尾されることもある。コートはスムースコートで暑さに強いが、その分寒さには弱い。毛色はホワイトを地として、それにカフェオレやレモンといった淡色の単色の斑が入ったもの。体高は雄60〜67cmで雌56〜65cm、体重は雌雄ともに25〜30kgの大型犬。性格は主人家族に忠実で従順であるが、頑固で独立心と狩猟本能が旺盛な猟犬気質も持ち合わせている。しつけの飲み込みと状況判断力は高いが、生粋の猟犬であるため主人からしかしつけを受けない上、自身が主人と見なさないものに対しては言うことを聞かず、一貫した厳しいしつけと訓練が必要である。又、小動物に対しては仕事柄上、見境がなくなる。スタミナが多く、運動量も莫大である。吠え声も大きくよく響くため、猟犬の飼育に精通した人向けの犬種であるといえる。初心者の飼育は極めて難しい。かかりやすい病気は大型犬にありがちな股関節形成不全などがある。